# 七虎林河
七虎林河，位于中华人民共和国黑龙江省虎林市中部的一条河流，是乌苏里江左岸支流，河名为满语“奇夫哩聂赫”（转写：cifuri niyehe）的变音省简，意为“泥鸭”。七虎林河发源于虎林市西南七虎林林场西北完达山老爷岭南麓七虎林山，东南流入云山水库，出库后向东北流，经云山农场、西岗水库（西大岗滞洪区）、迎春镇、八五四农场、虎头镇新兴村（原新兴乡）等地，最后于虎头镇大王家村以东汇入乌苏里江。河流全长358千米，流域面积2689.6平方千米，河道平均比降0.44‰，年均径流量7.39亿立方米。七虎林河横穿虎林市中部平原，河宽在60~70米之间，水流平缓，河道弯曲，多沙洲和浅滩。七虎林河沿岸农业发达，是中国重要的商品粮基地。